# Csehszlovák Huszita Egyház

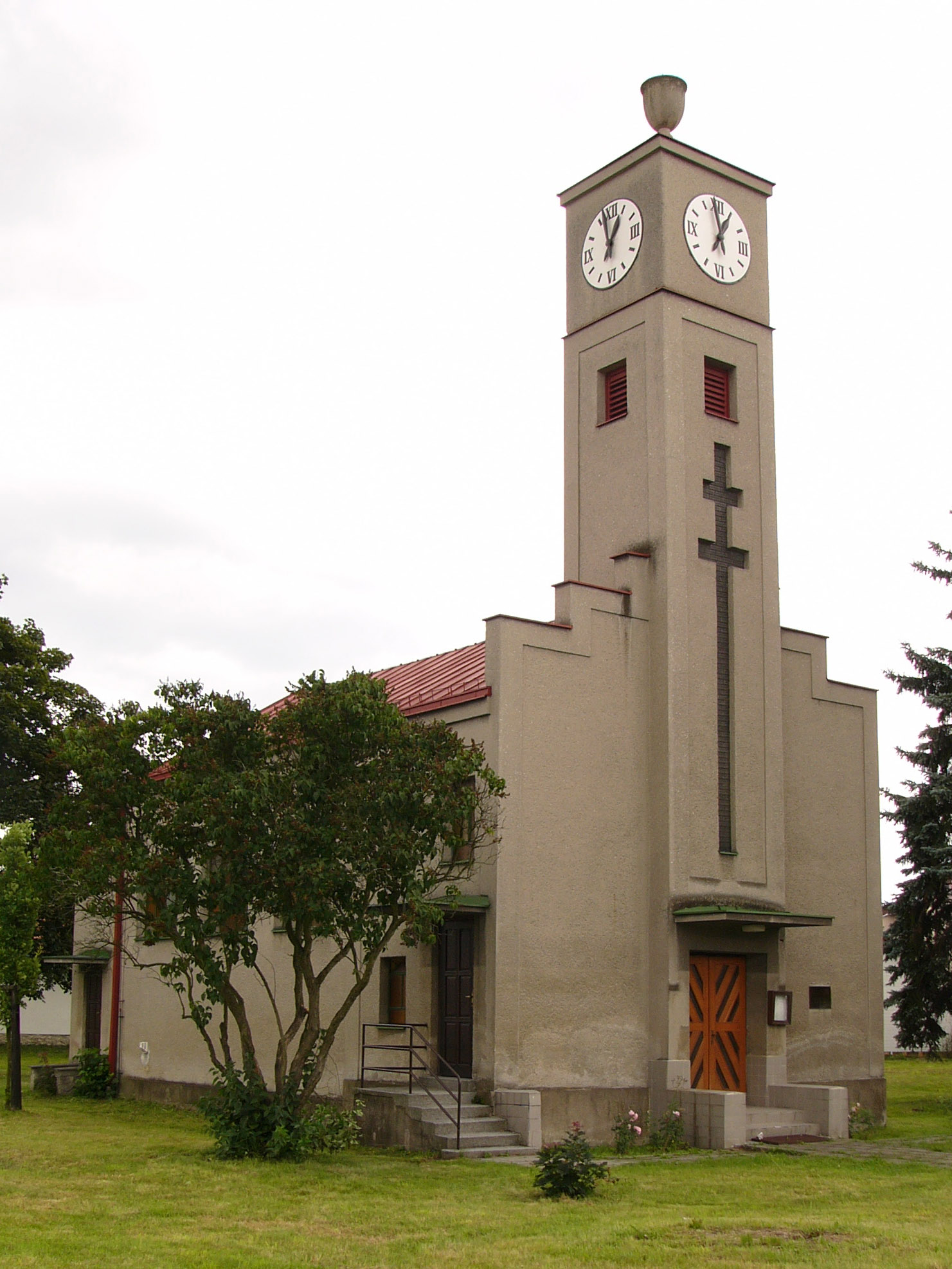
Huszita templom Olomoucban, a torony tetején az Egyház jelképe, a kehely

A Csehszlovák Huszita Egyház (csehül: Církev československá husitská, CČSH, CČH) egy keresztény egyház, amely az első világháborút követően vált ki a Katolikus egyházból Csehszlovákiában. Hagyományait a huszita reformátorokhoz vezeti vissza, elődjének pedig Husz Jánost tekinti; saját magát neo-huszitának írja le. Liturgiája, teológiája egyaránt tartalmaz elemeket a protestantizmusból, katolicizmusból, ortodoxiából és nacionalizmusból. Az egyházat annak kezdetén nagyon támogatta a Csehszlovákia első elnöke, Tomáš Garrigue Masaryk.

## Történet
A CČSH elődje a Jednota (katolikus papokat tömörítő unió) volt, amelyet 1890-ben alapítottak modernista reformátorok a Római katolikus egyházban többek között azért, hogy a liturgia anyanyelven szóljon és hogy a cölibátus ne kötelező, hanem választható legyen. A radikális mozgalom végül elszakadt Rómától és 1919 karácsonyán számos csehszlovák templomban csehül mutatták be az ünnepi szentmiséket. 1920. január 8-án aztán megalakult a CCH, aminek első pátriárkája dr. Karel Farský lett, aki a liturgiát is szerezte. Az egyház taglétszáma hamarosan rohamosan nőni kezdett: az első háború utáni, 1921-ben tartott csehszlovák népszámlálás szerint 523.232 ember tartozott az egyházhoz a mai Csehország területén. 1930-ra még több tagja lett és ezzel Bohémia számos részén az elsődleges vallás lett; Moráviában kevésbé volt elterjedt. 1950-ben, a kommunista uralom kezdetén már majdnem egymillió tagja volt. Az ezt követő évtizedekben a népszámlálásokon nem tértek ki a vallási hovatartozásra, de gyaníthatóan ekkor kezdett a taglétszám zuhanni: 1991-re közel 178 ezer, 2001-re alig 100 ezer, 2011-re pedig már csak alig 40.000 ember maradt.
Egészen 1971-ig Csehszlovák Egyházként volt ismeretes. Az egyház feje továbbra is a pátriárka címet viseli. Manapság az egyház taglétszámát 100.000 és 180.000 közé becsülik, többségében Csehországban, kis részben Szlovákiában. 304 plébánia található 5 egyházmegyében (Prága, Plzeň, Hradec Králové, Brno, Olomouc) Csehországban, három kongregáció pedig a Pozsonyi Egyházmegyében. Közel 266 lelkész áll aktív szolgálatban, akikből 130 nő. A lelkésznövendékeket a prágai Károly Egyetem Huszita Teológia karán képzik.

## Teológia

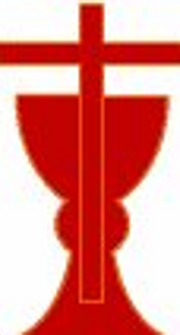
Az egyház jelképe

Az egyház tanításait visszavezeti az egyházatyákhoz, az első hét ökumenikus zsinathoz, Szent Cirill és Szent Metód munkásságához és a protestáns hagyományokhoz, elsősorban az ultraqistákhoz és a táboritákhoz. A katolikusokhoz, ortodoxokhoz és anglikánokhoz hasonlóan hét szentséget ismernek el. A lutheránus és presbiteriánus egyházakkal hasonlóan elfogadja a hívő egyéni útkeresését (szemben a katolikus egyházzal), nőket szentel lelkésszé és egyaránt támogatja a laikusok részvételét az egyház vezetésében. Az istentisztelet középponti eleme a liturgia, amely két formában létezik: mindkettő a Római katolikus szentmise szövegéből jött, de tartalmaz elemeket Luther német miséjéből és az ultraqista miséből is. A szentek tiszteletét nem gyakorolják, ennek ellenére néhány templomban szentképek is találhatóak, ám kizárólag dekorációs céllal. Az 1920 után épült templomokban jóformán egyáltalán nem találhatóak ilyenek; ama kevésben pedig, ahol mégis van, ott elsősorban Jézust vagy Husz Jánost ábrázolják. Az egyház ikonográfiájának legfőbb része a kehely, amit általában vörös színnel ábrázolnak, mintahogy a 15-ik századi huszita zászlókon is látható volt – többek között ezért is nevezik őket magyarul helytelenül kelyheseknek is. Husz János tanításának egyik fontos tétele volt, miszerint a szentáldozást a római egyház gyakorlatától eltérően kétszín alatt kell végezni. Mivel a Szent Vér kiszolgáltatása már akkoriban sem volt gyakori, Husz pedig ezt szorgalmazta, így vált a kehely a husziták jelképévé.

## Ökumenizmus
A kezdetekben szoros kapcsolatot ápolt a Szerb ortodox egyházzal és az ókatolikusokkal, valamint az unitárusokkal, ám az 1958-ban elfogadott hitvallása már a Nicea-konstantinápolyi credo volt.
Az egyház tagja az Egyházak Világtanácsának, a Csehországi Egyházak Ökumenikus Tanácsának, az Európai Egyházak Konferenciájának és a Protestáns Egyházak Európai Közösségének.
Kapcsolata más egyházakhoz szívélyes, de a római egyházzal szemben feszült. 1999 áprilisában kinevezték az első női püspököt (Jana Šilerová), amely ellen az akkori katolikus érsek, Miloslav Vlk azzal támadott, hogy a szentelés meggyengítheti az egyházközi kapcsolatokat. Nem sokkal később a római egyház hivatalos állásfoglalásban távolodott el az érsek kijelentésétől, sőt, 2000-ben történő szentelésekor a katolikusok is képviseltették magukat.

## Külső hivatkozások
- Csehszlovák Huszita Egyház hivatalos weboldala (csehül)